# 스쿠너

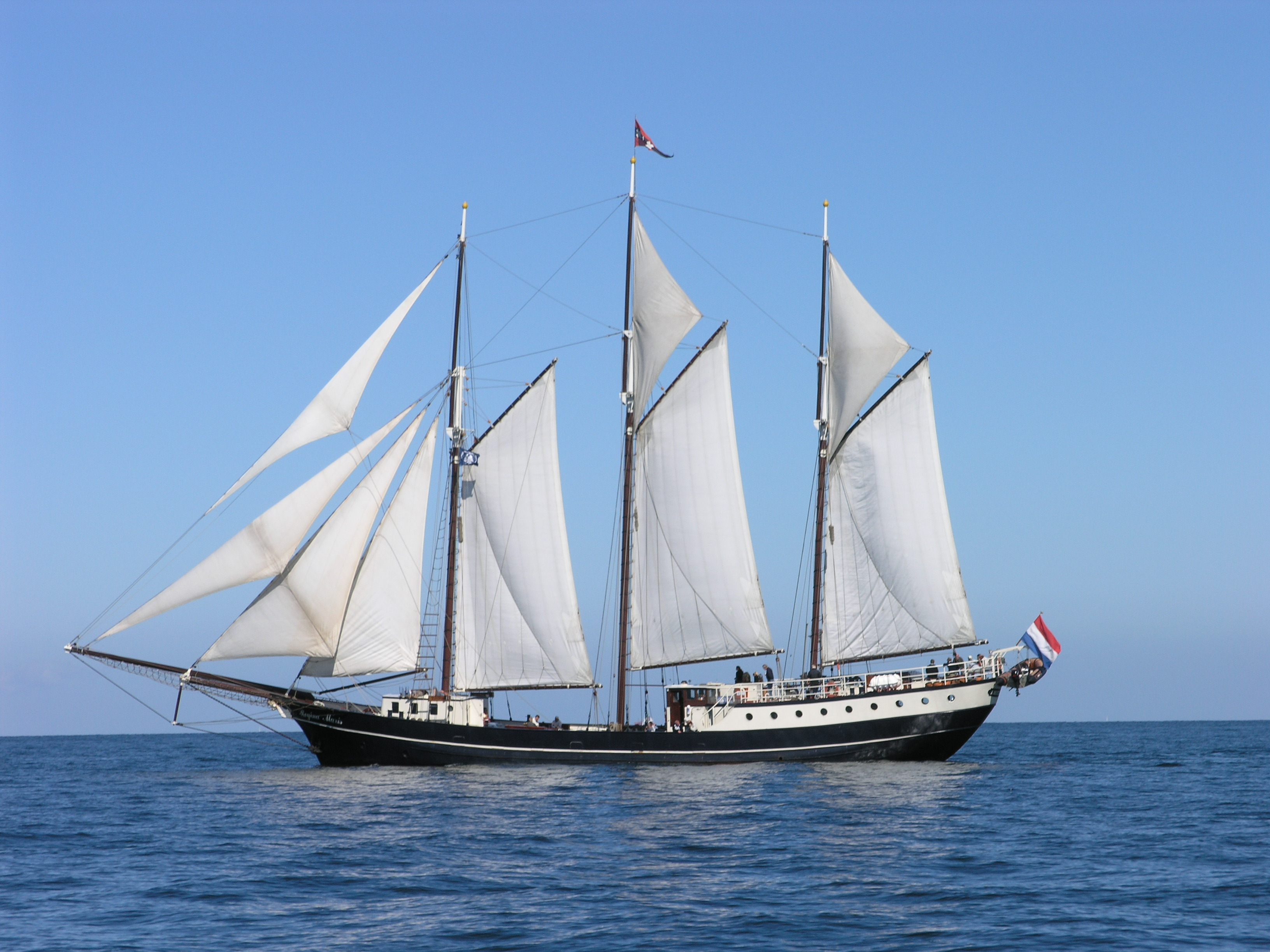
3개의 돛을 가진 스쿠너 레지나 마리스

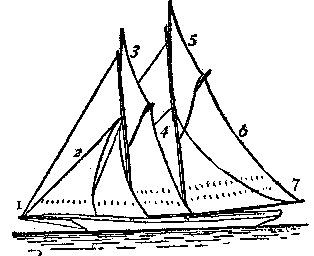
스쿠너 범장:
1) 선수 사장(Bowsprit)
2) 지브, 전면 스테이슬 뒤에
3) (Fore) gaff topsail
4) Foresail
5) Main gaff topsail
6) Mainsail
7) End of boom

스쿠너(영어: schooner /ˈskuːnər/[*])는 종범장치(돛)를 갖추고 2개 이상의 마스트에 세로돛이 달린 범선으로 앞돛대가 뒷돛대보다 높지 않다.
이러한 배들은 16세기, 17세기에 네덜란드에 의해 최초로 사용되었다. (당시에는 그렇게 부르지 않았다.) 원래 스쿠너는 개프 범장을 한 것들이었지만, 현대의 스쿠너는 버뮤다 범장을 한 것들이다. 이런 스쿠너들이 18세기를 거쳐 북미에서 더욱 개량되었고, 다른 나라들보다는 미국에서 더 많이 사용되었다. 2개의 돛을 가지고 있는 가장 보편적인 스쿠너의 유형은 대서양 노예 무역선, 사략선, 봉쇄돌파선처럼 스피드와 바람을 타는 능력이 탁월한 상선에 많이 사용되었다. 이것들은 또한 근해 어업을 하는 전통적 어선에도 많이 사용되었다. . 체사피크 만 지역에서 차이점이 뚜렷한 여러 유형의 스쿠너들이 진화 과정을 거쳤는데, 볼티모어 클리퍼와 펑기가 있다.
스쿠너는 19세기 말과 20세기 초에 대서양을 누볐지만, 유럽에서는 점차 커터에 자리를 내주고 있었다.

스쿠너의 범장도.

19세기 말과 20세기 초에 사용된 그리스 언어에서 이름을 땄다고 한다. (ΕΚκΓ(스쿠너))